# SV Lurup
Der SV Lurup ist ein Sportverein aus dem Hamburger Stadtteil Lurup, der vor allem durch seine Fußball-Abteilung bekannt wurde. In den 1990er Jahren verfolgten Lurups Fußballer mithilfe der wirtschaftlichen Unterstützung von Mäzen Uwe Einsath den Plan, in die zweite Liga aufzusteigen, was nicht gelang.
Neben Fußball werden im Verein auch Leichtathletik, Judo, Ju-Jutsu, Karate, Fitness, Yoga, Tai-Chi, Schwimmen, Rehabilitationssport, Basketball, Turnen, Gymnastik, Tanzsport, Schach, Badminton, Bahnengolf, Handball, Tennis, Tischtennis (in einer Spielgemeinschaft mit dem SV Eidelstedt), Skat und Boxen angeboten.

## Geschichte
Die vollständige Gründungshistorie des SV Lurup ist sehr kompliziert und wird hier nur teilweise skizziert. Der Verein entstammt dem ATSB (Arbeitersport). 1933 wurde er von den Nationalsozialisten mit dem DFB-Verein FC Blau-Weiß Schenefeld zwangsfusioniert. 1946 wurde der Verein als TSV Lurup wiedergegründet, der dann 1949 den Namen SV Lurup und 1978 den vollständigen Namen SV Lurup Hamburg erhielt.

### Herrenfußball
Bis Mitte der 1970er Jahre schrieb die Luruper Mannschaft kaum Erfolge. Erst mit dem Einstieg der Stauerei Tiedemann als Sponsor kam der Erfolg. In der Saison 1977/78 stand man in der Aufstiegsrunde zur Oberliga, holte hier allerdings nur ein einziges Unentschieden. 1980 wurde der Kader mit den ehemaligen Profis Detlef Spincke (Hamburger SV), Wolfgang Kulka (FC St. Pauli) und Harald Klimmek (HSV Barmbek-Uhlenhorst) aufgewertet. Im Jahr 1981 stieg man in die Oberliga Nord auf.
Aufgrund interner Streitigkeit zog sich der Hauptsponsor Tiedemann dann zurück. Uwe Einsath, der Besitzer eines Gerüstbauunternehmens, übernahm das Kommando 1981 und wurde neuer Hauptgeldgeber. Ende Oktober 1982 kamen zum Verbandsliga-Heimspiel gegen den Hummelsbütteler SV 3500 Zuschauer ins Stadion an der Flurstraße, womit eine neue Vereinsbestmarke aufgestellt wurde. Lurup und Hummelsbüttel lieferten sich in der Saison 1982/83 ein spannendes Rennen um die Verbandsliga-Meisterschaft. Wie das Hinspiel an der Flurstraße wurde auch das Rückspiel der beiden Mannschaften im April 1983 in Hummelsbüttel von einer vierstelligen Anzahl an Besuchern (rund 3000) verfolgt. Lurup gewann beide Duelle gegen Hummelsbüttel (2:0 und 2:1), wurde Verbandsliga-Meister und erreichte in der folgenden Ausscheidungsrunde den Oberliga-Aufstieg. Trainer Herbert Kühl verließ den SV Lurup nach diesem Erfolg und wechselte zum Landesligisten 1. SC Norderstedt.
In der Oberliga-Saison 1983/84 wurde erneut eine neue Zuschauerbestmarke für ein Luruper Heimspiel erreicht, als Anfang Oktober 1983 5200 Menschen (darunter HSV-Trainer Ernst Happel und HSV-Manager Günter Netzer) den 3:2-Sieg über den FC St. Pauli sahen. Am Ende der Saison stand die von Trainer Gerhard Mewes betreute Mannschaft als Tabellendritter sogar gemeinsam mit St. Pauli (Zweiter) in der Aufstiegsrunde zur 2. Bundesliga, in der die Mannschaft allerdings ziemlich schnell keine Chance mehr zum Aufstieg hatte. Aufgrund vereinsinternen Widerstandes gegen die Professionalisierung des Vereines zog sich Einsath kurz darauf (vorerst) als Sponsor zurück. Im Sommer 1985 wurde Ulrich Schulz Trainer beim SV Lurup. Der Verein stieg 1986 in die Verbandsliga ab. Klaus-Dieter Pagels wurde Schulz’ Nachfolger und ging mit Lurup als Trainer in die Verbandsliga-Saison 1986/87. Auch dort tat sich die Mannschaft schwer, Ende November 1986 trat Pagels zurück. Im Dezember 1986 wurde Holger Zippel neuer Luruper Trainer, die Mannschaft verpasste den Klassenerhalt und spielte ab 1987 in der Landesliga. 1989 stieg man wieder in die Verbandsliga auf. In der Saison 1989/90 gehörte auch der später als Fernsehmoderator bekannte Oliver Geissen zur Luruper Mannschaft. 1992 wurde Lurup unter Trainer Mewes Verbandsliga-Meister und sicherte sich in der Aufstiegsrunde die Oberliga-Rückkehr. Damit trat der SV Lurup in der Saison 1992/93 wieder in der dritthöchsten deutschen Spielklasse an. Verstärkt wurde die Mannschaft vor der Oberliga-Saison 1992/93 mit dem Argentinier Gustavo Acosta sowie Botar Witamow und Alexander Alexandrow, die beide aus der ersten bulgarischen Liga zu den Hamburgern kamen. Im November 1992 trennte sich Lurup von Trainer Mewes, weil dieser den aus der ehemaligen DDR stammenden SVL-Spielern Thomas Gansauge und Axel Fuchs gegenüber auf die Stasi bezogene Beleidigungen geäußert haben soll. Mewes bestritt den Vorwurf. Horst Wohlers wurde im selben Monat als Nachfolger Mewes’ eingestellt.
In der Sommerpause 1993 kam Klaus Behla als neuer Trainer, mit Bernd Buchheister und Oliver Dittberner kamen zwei Spieler mit Profierfahrung nach Lurup. Nach einem misslungenen Saisonauftakt kam es schon im September 1993 wieder zur Trennung von Behla, zu diesem Zeitpunkt war die Mannschaft Oberliga-Tabellenvorletzter. Nachfolger wurde Dietmar Demuth. In der Saison 1993/94 entging der Verein nur knapp dem Abstieg aus der Oberliga Nord. Im Oktober 1994 wurde Willi Reimann SVL-Trainer.
Im Dezember 1994 wurden Pläne Einsaths bekannt, zusammen mit anderen Größen des Amateurfußballs in Hamburg und Umgebung (darunter Günter Wolf, „Macher“ des VfL 93 Hamburg) eine Spielgemeinschaft zu bilden, um mit der gemeinsamen Mannschaft im Profibereich anzutreten. Das Vorhaben wurde nicht umgesetzt. 
Im Sommer 1995 wurde das Ziel ausgegeben, „auf die Dauer in die zweite Bundesliga aufzusteigen.“ Im selben Jahr wurden auf dem Gelände an der Flurstraße die Bauarbeiten an einem „Liga-Zentrum“ mit Geschäfts- und Besprechungsräumen, Pflege- und Fitnessbereich abgeschlossen. Hauptgeldgeber Uwe Einsath ließ 1995 gleichzeitig anklingen, seinen Anteil an der Bestreitung des Mannschaftshaushalts mittelfristig verringern zu wollen. Daraus wurde abgeleitet, dass der SV Lurup künftig vor der Entscheidung „zweite Liga oder Landesliga“ stehe. Die Vereinsführung versuchte deshalb, verstärkt weitere Geldgeber zu gewinnen. Als problematisch erwiesen sich die für Regionalliga-Verhältnisse niedrigen Zuschauerzahlen bei den Luruper Heimspielen. Im Vorfeld des Spieljahres 1995/96 verpflichtete der SV Lurup Angreifer Sven Ratke, der zuvor beim Bundesligisten Dynamo Dresden unter Vertrag gestanden hatte. Jürgen Stars wurde Sportlicher Leiter des SVL.
Ende Oktober 1995 verließ Willi Reimann den Verein und wechselte zum VfL Wolfsburg in die 2. Bundesliga. Durch den Weggang Reimanns wurde der SV Lurup kalt erwischt, da der Trainer Urheber der ausgearbeiteten sportlichen Zielsetzungen war. Hauptgeldgeber Einsath kündigte wegen Reimanns Wechsel an, sich am Ende des Spieljahres 1995/96 zurückzuziehen. Einsath äußerte Ende Oktober 1995, dass sich der Verein „große Pläne“ abschminken müsse und auf Dauer die Ober- oder Verbandsliga angemessene Spielklassen seien, auch da der Zuschauerzuspruch nach wie vor gering war. Reimanns Nachfolger im Traineramt wurde Uwe Cording, der zuvor den Oberligisten 1. SC Göttingen 05 betreut hatte. Er trat im September 1996 zurück, auf Cording folgte der ehemalige Bundesliga-Spieler Michael Schröder als Lurups Trainer. Obwohl er 1996 als Hauptgeldgeber ausgestiegen war, unterstützte Uwe Einsath den SV Lurup ab Herbst 1996 wieder, ermöglichte unter anderem die Rückkehr von Spielmacher Elard Ostermann.
Bis 1997 blieb der SV Lurup drittklassig. Später widmete sich der Verein wieder verstärkt der Jugendarbeit, Einsath verringerte seinen finanziellen Einsatz deutlich. Von 1997 bis Dezember 2008 war Oliver Dittberner Luruper Trainer. Sein Nachfolger wurde Andreas Klobedanz. Ab 2004 trat der SV Lurup nur noch in der fünften Liga (siehe Fußball-Oberliga Hamburg).
2007/08 spielte der SV Lurup in der Oberliga Nord, obwohl der Verein die Vorsaison in der Hamburg-Liga nur Tabellensechster geworden war und ein negatives Torverhältnis aufwies. Der Sprung in die Oberliga gelang dennoch, da die besser platzierten Hamburger Vereine auf den Aufstieg verzichteten. Als Tabellenvierzehnter schaffte man jedoch nicht die Qualifikation für die neugeschaffene Regionalliga Nord und stieg in die Oberliga Hamburg ab. Am Ende der Spielzeit 2009/10 stand der SV Lurup auf dem 15. Tabellenrang und stieg in die sechstklassige Landesliga ab. 2012 stieg der Verein erneut in die Oberliga Hamburg auf, konnte sich dort jedoch nur eine Saison halten, ehe man 2013 in die Landesliga zurückkehrte. Andreas Klobedanz trat 2014 als Luruper Trainer zurück und wurde Sportlicher Leiter bei dem Verein. Berkan Algan betreute in der Spielzeit 2014/15 den SV Lurup als Trainer. 2015 stieg der Verein als Erstplatzierter der Landesliga Hammonia erneut in die Oberliga Hamburg auf. Da aber die gesamte erste Mannschaft aufgrund vereinsinterner Meinungsverschiedenheiten den Klub verließ, konnte Lurup in der Saison 2015/16 nur mit seiner vorherigen zweiten Mannschaft in der Oberliga antreten. Dies führte nach nur einem Punkt und 252 Gegentoren aus 34 Saisonspielen zum direkten Wiederabstieg. In der folgenden Landesligasaison 2016/17 wurde die Mannschaft mit drei Punkten und 192 Gegentoren in die Bezirksliga durchgereicht. 

### Bekannte ehemalige Spieler
- Gustavo Acosta
- Nils Bahr
- Rachid Belarbi
- Bernd Buchheister
- Ivan Buljan
- Oliver Dittberner
- Andree Fincke
- Thomas Gansauge
- Gerd Grau
- Christian Hofmeister
- Ralf Jester
- Ronald Lotz
- Mario Kontny
- Wolfgang Kulka
- Sigmund Malek
- Manfred Mannebach
- Oliver Möller
- Elard Ostermann
- Klaus Ottens
- Jens Paeslack
- Sven Ratke
- Detlef Spincke
- André Trulsen
- Peter Wiehle

## Stadion
Der SV Lurup spielt seit 2017 im Sportpark Vorhornweg am Rande des Friedhofs Altona in der Nähe des Altonaer Volksparks, in dessen Nähe sich bereits die erste Spielstätte des Vereins befunden hatte. Der Sportpark wurde im Juli 2017 eingeweiht und ist mit einem Kunstrasenbelag und einer zweistöckigen Sitzplatztribüne ausgestattet. Er ist offiziell für 5.000 Zuschauer zugelassen und kostete laut offizieller Angaben rund 4,5 Millionen Euro.
Zuvor spielte der SV Lurup viele Jahre im Stadion an der Flurstraße (später auch Uwe-Einsath-Stadion auf der Johnny-Arfert-Sportanlage). Diese Sportanlage war 1952 eingeweiht worden. Im Jahr 1982 folgte der Bau einer überdachten Sitzplatztribüne, die mit einem Spiel gegen den englischen Klub Crystal Palace (3:1) eröffnet wurde. Es war zuletzt offiziell für 6.000 Zuschauer zugelassen und wurde im Zuge eines Geländetausches mit dem neuen Sportparkgelände abgerissen. Anlass hierfür war eine Erweiterung der Stadtteilschule Lurup. Die Geschäftsstelle und die Vereinsgaststätte an der Flurstraße werden darüber hinaus jedoch weiterhin durch den SV Lurup genutzt.

## Frauenfußball
Die Frauenfußballabteilung wurde 1997 gegründet. In den Anfangsjahren gab es nur Mädchenmannschaften. Nach der Jahrtausendwende schaffte die Frauenmannschaft einen steilen Aufstieg. Nach dem Aufstieg in die Landesliga 2002 folgten zwei weitere Aufstiege mit dem Erreichen der Regionalliga Nord. Diese Klasse konnte nicht gehalten werden, und so stieg die Mannschaft wieder in die Verbandsliga ab. Dort schaffte sie den direkten Wiederaufstieg. Nach der Hinrunde der Saison 2006/07 stand man auf Platz 2 und wurde am Ende Neunter. In der nachfolgenden Saison brach die Mannschaft trotz guter Hinrunde auseinander, es drohte das jähe Ende des Luruper Frauen- und Mädchenfußballs. Aufgefüllt mit Spielerinnen der bereits während der Saison abgemeldeten 2. Frauen-Landesliga-Mannschaft spielte man die Regionalliga-Saison 2007/08 noch zu Ende und stieg als Vorletzter ab. Mit neuem Trainer und zusätzlichen Spielerinnen eines Nachbarvereins startete man in der Bezirksliga, schaffte als Meister den sofortigen Aufstieg in die Landesliga und wurde dort in der Saison 2009/10 Dritter. Bereits 2009 wurden C-Mädchen-, später D-Mädchen- und 2011 auch B-Mädchen-Mannschaften gegründet.